# Santiago Sosa
Santiago Sosa (La Plata, 3 maggio 1999) è un calciatore argentino, centrocampista del Racing Club.

## Caratteristiche tecniche
È un centrocampista centrale.

## Carriera

### Club
Cresciuto nelle giovanili del River Plate, ha esordito in prima squadra il 30 agosto 2018 in occasione del match di Coppa Libertadores vinto 3-0 contro il Racing Club.

### Nazionale
Nel 2019 ha partecipato sia al campionato sudamericano Under-20 che al Mondiale Under-20.

## Statistiche

### Presenze e reti nei club
Statistiche aggiornate al 2 aprile 2025.
| Stagione              | Squadra               | Campionato            | Campionato | Campionato | Coppe nazionali | Coppe nazionali | Coppe nazionali | Coppe continentali | Coppe continentali | Coppe continentali | Altre coppe | Altre coppe | Altre coppe | Totale | Totale | Totale |
| Stagione              | Squadra               | Comp                  | Pres       | Reti       | Comp            | Pres            | Reti            | Comp               | Pres               | Reti               | Comp        | Pres        | Reti        | Pres   | Reti   |        |
| --------------------- | --------------------- | --------------------- | ---------- | ---------- | --------------- | --------------- | --------------- | ------------------ | ------------------ | ------------------ | ----------- | ----------- | ----------- | ------ | ------ | ------ |
| 2017-2018             | River Plate           | PD                    | 0          | 0          | CA              | 0               | 0               | CL                 | 1                  | 0                  | SA          | -           | -           | 1      | 0      |        |
| 2018-2019             | River Plate           | PD                    | 4          | 0          | CA+CdS          | 0               | 0               | CL                 | 0                  | 0                  | Cmc+RS      | -           | -           | 4      | 0      |        |
| 2019-2020             | River Plate           | PD                    | 2          | 0          | CA+CdL          | 0+8             | 0               | CL                 | 6                  | 0                  | -           | -           | -           | 16     | 0      |        |
| Totale River Plate    | Totale River Plate    | Totale River Plate    | 6          | 0          |                 | 8               | 0               |                    | 7                  | 0                  |             | -           | -           | 21     | 0      |        |
| 2021                  | Atlanta United        | MLS                   | 25+1       | 0          | -               | -               | -               | CCL                | 4                  | 1                  | -           | -           | -           | 30     | 1      |        |
| 2022                  | Atlanta United        | MLS                   | 21         | 1          | USOC            | 1               | 0               | -                  | -                  | -                  | -           | -           | -           | 22     | 1      |        |
| 2023                  | Atlanta United        | MLS                   | 17         | 0          | USOC            | 0               | 0               | -                  | -                  | -                  | LC          | 1           | 0           | 18     | 0      |        |
| Totale Atlanta United | Totale Atlanta United | Totale Atlanta United | 63+1       | 1          |                 | 1               | 0               |                    | 4                  | 1                  |             | 1           | 0           | 70     | 2      |        |
| 2024                  | Racing Club           | PD                    | 23         | 2          | CA+CdL          | 2+13            | 0               | CS                 | 13                 | 0                  | -           | -           | -           | 51     | 2      |        |
| 2025                  | Racing Club           | PD                    | 6          | 0          | CA              | 1               | 0               | CL                 | 1                  | 0                  | RS          | -           | -           | 8      | 0      |        |
| Totale Racing Club    | Totale Racing Club    | Totale Racing Club    | 29         | 2          |                 | 16              | 0               |                    | 14                 | 0                  |             | -           | -           | 59     | 2      |        |
| Totale carriera       | Totale carriera       | Totale carriera       | 99         | 3          |                 | 25              | 0               |                    | 25                 | 1                  |             | 1           | 0           | 150    | 4      |        |

## Palmarès

### Club

#### Competizioni nazionali
- Copa Argentina: 1

River Plate: 2018-2019

#### Competizioni internazionali
- Coppa Libertadores: 1

River Plate: 2018
- Recopa Sudamericana: 1

River Plate: 2019
- Coppa Sudamericana: 1

Racing Club: 2024